# لادزارو سبالانساني
لادزارو سبالإنساني (Lazzaro Spallanzani) (سكانديانو، 10 يناير 1729 - بافيا، 12 فبراير 1799). قس وعالم أحياء إيطالي تجريبي، يعتبر أبو التلقيح الاصطناعي.
تعلم في الكلية اليسوعية، ثم بدأ دراسة القانون في جامعة بولونيا؛‌ بيد أنه سرعان ما تركه لدرسة العلوم. هناك التقى بقريبته لاورا باسي،‌ أستاذة الفيزياء، حيث درس معها الفلسفة الطبيعة والرياضيات، وأعطى اهتماماً كبيراً للغات سواءً القديمة أو الحديثة، ولكن سرعان ما تخلى عنهم.
عمل على إثبات أن الهضم ليس وسيلة مكانيكية فقط، بل تتدخل معه بعض التفاعلات الكيميائية. كما أجرى أبحاثا هامة عن تخصيب الحيوانات (1780).
أثبت وجود أحياء دقيقة للغاية في الهواء لا يمكن رؤيتها بالعين، وأن الأنواع الموجودة منها في الأطعمة، يُمكن قتلها بوساطة الغلي. كما أنه أول من راقب انقسام الخلايا البكتيرية المعزولة. كما أشار إلى أن الخفاش (الوطواط) يمكنه تفادي الاصطدام بحواجز من الحبال، ولو كان أعمى، وأن حيوان السمندر ينمو له بديل عن الأطراف المعطوبة.كما يعد أول من وصف الجنين بأنه يتكون من امشاج ذكرية وامشاج انثوية.

## وصلات خارجية
- لادزارو سبالانساني على موقع الموسوعة البريطانية (الإنجليزية)
- سيرته على الموسوعة الكاثولكية